# Arteria mentoniana
La arteria mentoniana es una arteria que se origina en la arteria dental inferior. No presenta ramas.

## Distribución
Se distribuye hacia la piel y los músculos del mentón.